# Fritz Nebauer
Fritz Nebauer (Lebensdaten unbekannt) war ein deutscher Fußballspieler.

## Karriere

### Vereine
Nebauer gehörte von 1919 bis 1932 dem FC Wacker München als Stürmer an. Er kam vom FC Teutonia zu den Blausternen. In den vom Süddeutschen Fußball-Verband organisierten Meisterschaften bestritt er zunächst in der Kreisliga Südbayern, ab der Saison 1923/24 in der nicht in Kreisligen unterteilten, ab der Saison 1927/28 in der Gruppe Südbayern, in einer in zwei Gruppen aufgeteilten Bezirksliga Bayern, seine Punktspiele.
Höhepunkt seiner Karriere waren die Erfolge, die er mit seiner Mannschaft im Jahr 1922 erzielte. Als Südbayrischer Meister, nach dem mit 8:3 gewonnenen Entscheidungsspiel gegen den SV 1860 München hervorgegangen, gewann er auch – mit seinem Mitspieler, dem ungarischen Nationalspieler Alfréd „Spezi“ Schaffer, 1918 und 1919 europäischer Rekordtorschütze und allgemein als der erste Fußballstar des Kontinents angesehen, der von 1921 bis 1922 dem Verein angehörte sowie den Nationalspielern Albert Eschenlohr und Eugen Kling – das am 14. Mai 1922 in Frankfurt am Main ausgetragene Finale gegen Borussia Neunkirchen mit 2:1 n. V., nachdem zuvor der VfR Mannheim mit 4:1 im Halbfinale bezwungen wurde. Damit als Teilnehmer an der Endrunde um die Deutsche Meisterschaft qualifiziert, drang er mit seiner Mannschaft bis ins Halbfinale vor, das am 4. Juni 1922 in Frankfurt am Main mit 0:4 gegen den Hamburger SV verloren wurde. Zuvor gewann der FC Wacker München das am 21. Mai 1922 in Karlsruhe mit 5:0 gegen die TG Arminia Bielefeld ausgetragene Viertelfinalspiel, in dem er das Tor zum Endstand in der 72. Minute erzielte.
In seiner letzten Saison als Zweitplatzierter aus der Gruppe Südbayern hervorgegangen, war seine Mannschaft zur Teilnahme an der Endrunde um die Süddeutsche Meisterschaft in der Gruppe Südost der Runde der Zweiten/Dritten qualifiziert. Aus dieser als Sieger mit einem Punkt vor dem 1. FC Nürnberg hervorgegangen, spielte seine Mannschaft am 27. Juni 1928 das Entscheidungsspiel dritter Teilnehmer deutsche Fußballmeisterschaft, das mit 3:2 gegen den FSV Frankfurt, als Sieger aus der Gruppe Nordwest hervorgegangen, gewonnen wurde. Damit kam er ein weiteres Mal in der Endrunde um die Deutsche Meisterschaft zum Einsatz. In seinen drei Einsätzen im Achtel-, Viertel- und Halbfinale erzielte er in den ersten beiden Runden jeweils ein Tor.

### Auswahl-/Nationalmannschaft
Als Spieler der Auswahlmannschaft des Süddeutschen Fußball-Verbandes nahm er am Wettbewerb um den Bundespokal, dem Wettbewerb für Auswahlmannschaften der regionalen Verbände, bzw. um den Kampfspielpokal teil und kam am 23. Juni 1922 im Finale gegen die Auswahlmannschaft des Westdeutschen Spiel-Verbandes im Deutschen Stadion von Berlin zum Einsatz; in dem mit 4:1 gewonnenen Spiel erzielte er das Tor zum 2:1 in der 53. Minute.

## Erfolge
- Kampfspiel-Sieger 1922
- Süddeutscher Meister 1922
- Bayerischer Meister 1922
- Südbayerischer Meister 1922